# Institution of Electrical Engineers
L'Institution of Electrical Engineers (Chartered Institution) o IEE (spesso pronunciata I doppia E, per distinguerla dalla IEEE) è una associazione professionale britannica di ingegneri e tecnici nel campo dell'elettronica, elettrotecnica, fabbricazione, ingegneria dell'informazione e scienze affini. Riconosciuta con decreto reale (Royal Charter) del 15 agosto 1921.
Non deve essere confusa con l'Institute of Electrical and Electronics Engineers (IEEE-USA).
Fu fondata nel 1871 ed è oggi la maggiore associazione di ingegneri in Europa, con un totale nel mondo di circa 120.000 iscritti.

## Descrizione
L'IEE rappresenta la categoria degli ingegneri per quanto riguarda gli affari pubblici ed assiste i governi per informare il pubblico sui problemi di natura tecnica. Fornisce inoltre consulenza al Parlamento ed altre agenzie su tutti i campi dell'ingegneria.
Ciò è reso possibile grazie a diverse reti di ingegneri istituite dall'IEE tra cui le Professional Networks, gruppi mondiali di ingegneri che condividono interessi tecnici e professionali comuni.
Attraverso il sito web dell'IEE queste reti forniscono notizie aggiornate per il settore specifico, producono una biblioteca di articoli tecnici e danno ai membri l'opportunità di condividere conoscenza e idee attraverso forum di discussione. Aree specifiche del forum si occupano di educazione, IT, energia ed ambiente.
L'IEE ha un ruolo educativo e formativo, cercando di supportare i membri e le rispettive carriere, fornendo consigli e linee guida a tutti i livelli per assicurare il futuro dell'ingegneria.
Fino al 2002 concedeva ai propri membri il titolo di "Chartered Electrical Engineer".
Come esempio l'IEE assegna valutazioni ai corsi disponibili in tutto il mondo su argomenti di elettrotecnica, elettronica, fabbricazione e ingegneria dell'informazione e scienze affini. In aggiunta, assicura fondi per percorsi di sviluppo professionale per laureati in ingegneria tra cui borse di studio e premi.

## Verso l'IET
Nel 2004 si è iniziato a parlare di una unione tra l'IEE e l'IIE per formare una nuova istituzione: l'Institution of Engineering and Technology. Entrambe le associazioni hanno posto al voto la fusione nel settembre 2005.
I membri dell'IEE hanno dato parere positivo per il 73,5%, i membri dell'IIE con il 95,7%, così una petizione è stata posta al consiglio di Privy con l'aspettativa di iniziare l'operatività dell'IET nella primavera del 2006. La petizione è stata accettata con il rilascio di un decreto reale in vigore dal 31 marzo 2006 (vedi Collegamenti esterni).
Titoli professionali concessi dall'IET in base al decreto reale (Royal Charter):
- Registered Engineers
- Chartered Engineer (abbreviato CEng) ingegnere professionista (su licenza dell'Engineering Council ECuk)
- Incorporated Engineer (abbreviato IEng) ingegnere professionista (su licenza dell'Engineering Council ECuk)
- Engineering Technician (abbreviato EngTech) tecnico professionista (su licenza dell'Engineering Council ECuk)
- ICT Technician (abbreviato ICTTech) tecnico professionista in informatica (su licenza dell'Engineering Council ECuk)

I titoli CEng, IEng, rilasciati dall'"Engineering Council"[1] sono conformi alla direttiva europea 89/48 (CEng-IEng)(2) ed il titolo EngTech è conforme alla direttiva 92/51 (EngTech)(3). La direttiva 89/48 e la direttiva 92/51 sono state sostituite dalla direttiva europea 2005/36.
Sempre in base al decreto reale esistono 5 categorie di membri nella IET:
- Honorary Fellows abbreviato HonFIET
- Fellows abbreviato FIET
- Members con diritto all'abbreviazione (dopo il nome) MIET se ingegnere professionista (CEng e IEng), TMIET se tecnico professionista (EngTech)
- Associates (membri non professionisti)
- Student Members.

L'appartenenza all'Istituzione come membro professionista avente diritto alla abbreviazione MIET (Member of the Institution of the Engineering and Technology) equivale ad esercizio della professione d'ingegnere regolamentata dalla legge britannica "Statutory Instruments 2007 n2781" e dalla direttiva europea 2005/36:
- The European Communities (Recognition of Professional Qualifications) Regulations 2007, su opsi.gov.uk.
- Member of the Institution of Engineering and Technology (UK), su ec.europa.eu. URL consultato il 4 giugno 2010 (archiviato dall'url originale il 26 ottobre 2012).

Attualmente i membri della IET superano il numero di 153.000 e formano la più grande istituzione professionale d'ingegneria in Europa e la seconda nel mondo.